# Saprinus mastersii
Saprinus mastersii är en skalbaggsart som beskrevs av Macleay 1871. Saprinus mastersii ingår i släktet Saprinus och familjen stumpbaggar. Inga underarter finns listade i Catalogue of Life.